# Tancredo da Silva Pinto

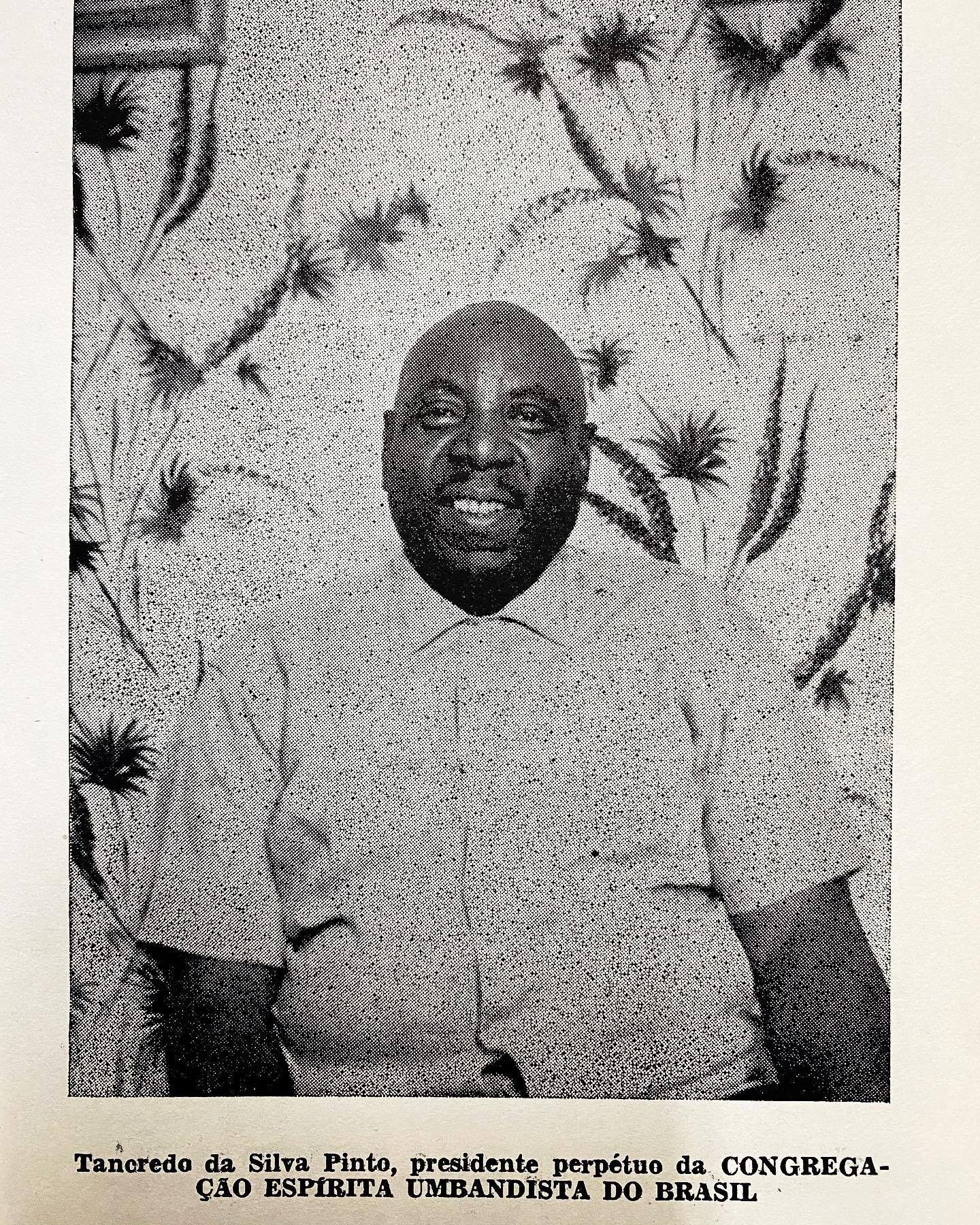
Tata Tancredo da Silva Pinto https://omoloko.com.br/

Tancredo da Silva Pinto (Cantagalo, 10 de agosto de 1904 — 1 de setembro de 1979) foi pai-de-santo umbandista brasileiro.
Era filho de Belmiro da Silva Pinto e Edwiges de Miranda Pinto, e seus avós maternos eram Manoel Luiz de Miranda e Henriqueta Miranda. Seu avô fundou os primeiros blocos carnavalescos de Cantagalo, o Avança”, o “Treme Terra” e o “Cordão Místico”. Sua tia Olga desfilava fantasiada como Rainha Ginga, do antigo reino de Matamba. Foi um dos principais nomes da Umbanda no século XX.

## Biografia
Ainda na adolescência foi morar na cidade do Rio de Janeiro, na época no então Distrito Federal. 
Em 1950, fundou a Federação Umbandista de Cultos Afro-Brasileiros para resistir às grandes perseguições que a Umbanda sofria em diversos Estados brasileiros. Fundou Federações nos Estados de Minas Gerais, Rio de Janeiro, São Paulo, Rio Grande do Sul e Pernambuco, entre outras, objetivando organizar e dar maior respeitabilidade e personalidade aos cultos afro-brasileiros.
Com o intuito de divulgar os cultos afros, criou as festas religiosas de Iemanjá, no Rio de Janeiro; a festa a Ialoxá, em Pampulha, e Cruzandê, em Minas Gerais, a festa do Preto-Velho, em Inhoaíba, homenageando a grande ialorixá Mãe Senhora, na cidade do Rio de Janeiro, a festa de Xangô em Pernambuco, além do evento Você sabe o que é Umbanda?, realizado no Estádio do Maracanã, na Administração de Carlos Lacerda, e, finalmente a Festa da fusão do Estado do Rio de Janeiro com o Estado da Guanabara, realizada no centro da Ponte Rio-Niterói.
Recebeu em Sessão Solene na Câmara Estadual do antigo Estado da Guanabara e também da Câmara Municipal de Itaguaí, o título de Cidadão Carioca, pelos serviços prestados em favor do povo umbandista. Tancredo escreveu mais de trinta obras literárias divulgando a Umbanda, entre elas: iaô, Camba de Umbanda, Catecismo de Umbanda, Negro e Branco na Cultura Religiosa Afro-Brasileira, Mirongas de Umbanda, Eró da Umbanda, Cabala Umbandista, Doutrina e Ritual de Umbanda no Brasil, Revista Mironga, entre outras.
O motivo que levou Tancredo a criar federações umbandistas para defender os direitos dos cultos afro-brasileiros desenrolou-se na casa de santo de sua tia Olga da Mata, na Avenida Nilo Peçanha, 2.153, em Duque de Caxias, onde funcionava o Terreiro São Manuel da Luz. No local Xangô teria se manifestado e dito: Você deve fundar uma sociedade para proteger os umbandistas, a exemplo da que você fundou para os sambistas, pois eu irei auxiliá-lo nessa tarefa. Após esse fato, ele fundou a Confederação Umbandista do Brasil, usando parte do pagamento recebido pelo direito autoral do samba “General da Banda”, gravado por Blecaute e ajudou a fundar em outros estados outras federações umbandistas para defender os direitos dos cultos afrobrasilieiros.
Segundo Tancredo da Silva Pinto, a primeira sociedade umbandista criada para defender os direitos dos umbandistas no Rio de Janeiro e no Brasil foi a União Espiritista de Umbanda do Brasil, fundada em 1941. Segundo ele, naquela época, devido às perseguições policiais, os cultos eram acompanhados por bandolim, cavaquinho e órgão, por que não era permitido tocar tambor (atabaques). No Rio de Janeiro, os cultos afro-brasileiros foram professados dessa maneira até 1950. Algo semelhante acontecia nos terreiros de Umbanda em Florianópolis, onde as giras eram acompanhadas por palmas e eram realizadas quase sempre em horários alternados entre a tarde e a noite.
Em Belo Horizonte, foi institucionalizado o dia 10 de agosto como sendo consagrado à Nação Omolocô, conforme registro em ata elaborada em reunião realizada à Rua Conde D'eu nº 422, Bairro Vera Cruz, Belo Horizonte, na sede da Fraternidade para Estudos e Práticas Mediúnicas, presidida pelo Dr. Wamy Guimarães, Ocalá de Xangô e filho de santo do Tatá Tancredo.
A bandeira que representa a Nação Omolocô acha-se em exposição na Tenda Espírita Três Reis de Umbanda, à Rua Basílio de Brito, 43, Cachambi, Rio de Janeiro. Esta bandeira, trazida da África pelo Dr. Antônio Pereira Camelo, foi enviada por um Tatá Zambura da Guiné para que fosse entregue a Tancredo da Silva Pinto. A bandeira é na cor verde garrafa, com o desenho de uma pena branca no centro e uma linha longitudinal branca partindo do canto esquerdo superior para o canto direito inferior da bandeira, que mede aproximadamente 50x50 de cumprimento e largura.
Em 1968, fundou a Congregação Espírita Umbandista do Brasil. Viajou por diversos estados, fundando outras associações com o escopo de organizar e dar personalidade ao culto umbandista. Consta que fundou-as em Minas Gerais, Rio de Janeiro, São Paulo, Rio Grande do Sul, Pernambuco, entre outros.
O humilde estafeta dos correios escreveu diversas obras de cunho umbandista e manteve colunas diárias em jornais cariocas, como em O Dia.
Tancredo da Silva Pinto foi sepultado no dia 2 de setembro de 1979, às 15h, na quadra 70, carneiro 3810, no Cemitério de São Francisco Xavier (Caju), à Rua Pereira de Araújo, nº. 44, no Rio de Janeiro-RJ. As despedidas ao corpo de Tancredo foram realizadas no Ilê de Umbanda Babá Oxalufã, situado a Avenida dos Italianos nº 1120 em Coelho Neto, onde seu corpo foi velado. No livro de registro de filhos de santo estão registrados mais de 3.566 filhos que foram iniciados pelo Tatá Ti Inquice. O Sirum (Axexê), cerimônia de encomenda do corpo de pessoa falecida foi realizado por José Catarino da Costa, conhecido como Zé Crioulo, filho de Xapanã e confirmado como Ogã Calofé no Terreiro de Tio Paulino da Mata e Tia Olga da Mata.

## Livros[3][4]
- Negro e Branco na Cultura Religiosa Afro Brasileira - Os Egbás (em parceria com Gerson Ignez de Souza) – Gráfica Editora Aurora, 1976
- Tecnologia Ocultista da Umbanda no Brasil (em parceria com Gerson Ignez de Souza) – Editora Espiritualista, 1972
- A Volta dos Orixás – Editora Espiritualista
- Doutrina e Ritual de Umbanda (em parceria com Byron Torres de Freitas) – Gráfica Editora Aurora, 1951
- Guia e Ritual para Organização dos Terreiros de Umbanda (em parceria com Byron Torres de Freitas) – Editora Eco
- As Mirongas de Umbanda (em parceria com Byron Torres de Freitas) – Gráfica Editora Aurora, 1954
- Origens da Umbanda – Editora Espiritualista, 1970
- O Eró da Umbanda – Editora Eco, 1968
- Cabala Umbandista – Editora Espiritualista, 1970 (com colaboradores)
- Iaô (em parceria com Hamilton Vallente de Mello) – Editora Espiritualista, 1975
- Camba de Umbanda (em parceria e Byron Torres de Freitas) – Gráfica Editora Aurora, 1957
- Impressionantes Cerimônias da Umbanda (em parceria e Byron Torres de Freitas) – Editora Souza, 1955
- Fundamentos da Umbanda

## Obra consultada
- SILVA, Ornato José da. Culto Omolokô: os filhos de terreiro, 1985.